# Evelyn Hecht-Galinski
Evelyn Hecht-Galinski (* 1949 in Berlin, geboren als Evelyn Galinski, ab 1972 Evelyn Hecht, ab 1992 Hecht-Galinski) ist eine deutsche Publizistin und Gründerin der deutschen Abteilung der Organisation Jüdische Stimme für gerechten Frieden in Nahost. Sie ist die Tochter des 1992 verstorbenen Vorsitzenden des Zentralrats der Juden in Deutschland, Heinz Galinski. Ihre Auseinandersetzungen mit der Zentralratsspitze und ein Rechtsstreit über Antisemitismusvorwürfe gegen sie fanden vor allem in Deutschland Beachtung.

## Leben

### Familie und Beruf
Hecht-Galinski wurde 1949 als Tochter des späteren Vorsitzenden des Zentralrats der Juden in Deutschland, Heinz Galinski, geboren und besuchte die Berliner Emil-Molt-Schule. 1972 heiratete sie Benjamin Hecht, der die „Hecht Textilien Vertriebsgesellschaft mbH“ betrieb und sie in die Firma aufnahm. Nach Auflösung (1995) und anschließender Insolvenz (2001) des Unternehmens zog das kinderlose Paar nach Malsburg-Marzell.

### Aktivismus und Kontroversen

#### Kritik an Israel und Judentum
Hecht-Galinski verfasst regelmäßig Gastkommentare bei dem Blog NRhZ-Online und übt darin harsche Israelkritik. Im Juli 2012 bezeichnete sie unter der Überschrift „Wenn der Davidstern in die Unterhose rutscht“ die gegenwärtige Regierung unter Netanjahu als „faschistisch-rassistische Regierung“ eines „zionistischen Apartheid-Regimes Israel“. Im August 2014 veröffentlichte Hecht-Galinski einen Artikel, in dem sie Benjamin Netanjahu als „genauso schlimm wie die IS Kommandeure, die morden und zerstören“, bezeichnete. Im Jahr 2007 hatte Hecht-Galinski Vergleiche zwischen den israelisch besetzten Gebieten und dem Warschauer Ghetto, angestellt von den deutschen Bischöfen Gregor Maria Hanke und Walter Mixa, „sehr moderat“ genannt: Ghetto sei heute ein gebräuchlicher Begriff. Sie verwies in diesem Zusammenhang auf das Lebensmotto ihres Vaters: „Ich habe Auschwitz nicht überlebt, um zu neuem Unrecht zu schweigen“. Monika Schwarz-Friesel führte 2010 Hecht-Galinskis Argumentation und ihre Gleichsetzungen der israelischen Politik mit dem NS-Regime als Beispiel für die häufigste Form des aktuellen Antisemitismus an.
Während der Beschneidungsdebatte in Deutschland 2012 wandte sie sich gegen die Beschneidung von Säuglingen nach jüdischer Tradition (Brit Mila), eine Auffassung, die sie 2014 bekräftigte.
Im Zuge der Diskussion über Günter Grass’ umstrittenes Gedicht Was gesagt werden muss stellte sich Hecht-Galinski hinter ihr Jugendidol Grass und nahm seine Position ein. In Zusammenhang mit der Rede des damaligen iranischen Staatspräsidenten Mahmud Ahmadineschad auf der Konferenz „Eine Welt ohne Zionismus“ im Jahr 2005 vertritt sie die Übersetzung der Islamwissenschaftlerin Katajun Amirpur, wonach Ahmadineschad nicht davon sprach, Israel von der Landkarte zu tilgen, sondern das israelische System beseitigen zu wollen.
2009 erhielt die deutsch-israelische Rechtsanwältin Felicia Langer auf Anregung Hecht-Galinskis das Bundesverdienstkreuz 1. Klasse, was einen heftigen Streit auslöste, da Langer als scharfe Kritikerin Israels in Erscheinung getreten war. Bereits 2006 hatte Hecht-Galinski für Langer Partei ergriffen und deren Ausladung vom Else-Lasker-Schüler-Forum scharf kritisiert.

#### Auseinandersetzungen mit dem Präsidium des Zentralrats der Juden
Hecht-Galinski, die selbst eine Berliner Waldorfschule besucht hatte, trat Vorwürfen entgegen, in diesen würden negative Einstellungen zum Judentum geschürt. Sie äußerte Verwunderung über entsprechende „pauschale und unbewiesene“ Äußerungen von Paul Spiegel. Sie habe wenig Beziehung zur Anthroposophie und bezeichnet sich als „erziehungsmäßig und traditionell mit dem Judentum verbunden, aber nicht im religiösen Sinne“. Nach dem Tod ihres Vaters im Jahre 1992 trat sie aus der jüdischen Religionsgemeinschaft aus, da sie „schon als Kind nichts mit Religion am Hut hatte.“
In der Debatte um den Rücktritt von Michel Friedman im Jahr 2003 übte Hecht-Galinski Kritik am Führungspersonal des Zentralrats der Juden. Sie nannte es „unerträglich“, dass Zentralrats-Präsident Paul Spiegel kurz nach dem Strafbefehl gegen Friedman dessen Rückkehr in seine öffentlichen Ämter vorgeschlagen habe, und machte geltend, weder Paul Spiegel als Präsident noch Charlotte Knobloch als dessen Stellvertreterin seien geeignet, die Interessen der Juden in Deutschland zu vertreten.
Im Zusammenhang mit der israelischen Militär-Operation Sommerregen und dem offenen Brief von Rolf Verleger warf Hecht-Galinski 2006 dem Zentralrat der Juden vor, er vertrete nicht die sozialen Belange der Mitglieder der jüdischen Gemeinden in Deutschland. Stattdessen agiere er als „Sprachrohr der israelischen Regierung“ und versuche, jegliche Kritik als Antisemitismus zu deklarieren. Die Politik Israels im Gaza-Streifen sei „durch nichts mehr zu rechtfertigen“.

#### Rechtsstreite mit Henryk M. Broder
2008 erklärte Hecht-Galinski in einer Folge der Radiosendung Hallo Ü-Wagen des WDR:

„Ich weiß es auch aus eigener Erfahrung, wenn ich Interviews im Deutschlandfunk hatte, wie dann sofort der Zentralrat oder israelische Botschafter anruft und sich protestiert. Ich weiß, wie, wie verfahren wird von der israelisch-jüdischen Lobby, die es gibt, und da ist gar nichts gegen zu sagen, sie bezeichnet sich inzwischen selbst so. Und was Sie hier gebracht haben, das hört sich so'n bisschen nach der ‚Broder-Connection‘ an, aber die ist so uninteressant, die ist so unter dem Niveau, aber ansonsten ist ein massiver Druck, und der Druck, der ist auch sehr erfolgreich, und das muss ich sagen.“

Daraufhin schrieb der Publizist Henryk M. Broder im Mai 2008 einen Brief an die WDR-Intendantin Monika Piel über Hecht-Galinski, den er wie auch die Antwort darauf in seinem Blog auf der Internetplattform Die Achse des Guten unter der Überschrift Tolle Tage mit jüdischen Experten veröffentlichte:

„Jeder kölsche Jeck mit zwei Promille im Blut würde sogar an Weiberfastnacht erkennen, dass Frau EHG eine hysterische, geltungsbedürftige Hausfrau ist, die für niemanden spricht außer für sich selbst und dabei auch nur Unsinn von sich gibt. Ihre Spezialität sind antisemitisch-antizionistische Gedankenlosigkeiten …“

Als Antwort auf Broders Forderung, die Einwanderungspolitik auf wirtschaftliche Interessen zuzuschneiden, bezeichnete Hecht-Galinski ihn auf einer Veranstaltung ihrerseits als „Immigrant, den hier keiner in Deutschland eigentlich haben wollte“, und zudem als „Polarisierer, der alle Kritiker nur mit Beleidigungen und persönlichen Diffamierungen überzieht“.
Es folgte ein Rechtsstreit mit Broder, der zu einer Debatte über das Verhältnis von Antisemitismus und Israelkritik in deutsch- und englischsprachigen Medien führte.
Hecht-Galinski erwirkte zunächst eine einstweilige Verfügung, die es Broder bis auf weiteres verbot, in seiner Kritik den Begriff „antisemitisch“ zu verwenden. Die erste gerichtliche Instanz entschied, es handele sich um ein Werturteil, bei dem die Grenze zur Schmähkritik überschritten sei, so dass die Klägerin Unterlassung verlangen könne. Dagegen legte Broder jedoch erfolgreich Rechtsmittel ein. Das Oberlandesgericht Köln hob die einstweilige Verfügung mit der Begründung auf, die Kritik Broders sei zwar überzogen und ausfällig, werde jedoch letztlich vom Grundrecht auf Meinungsäußerung gedeckt, da sie als Beitrag zu einer die Öffentlichkeit wesentlich berührenden Frage verstanden werden könne. Im Hauptsacheverfahren vor dem Landgericht Köln wurde Hecht-Galinskis Unterlassungsklage im September 2008 abgewiesen.
2008 hatte Hecht-Galinski Broder als „Pornoverfasser“ bezeichnet. Auch seine Unterlassungsklage wurde am 17. August 2009 abgewiesen. Das Deutschlandradio wertete den Konflikt zwischen Broder und Hecht-Galinski als „leidenschaftlich ausgetragene Posse“.

#### Publizistisches Wirken
Hecht-Galinski verfasste Beiträge für den antizionistischen Blog NRhZ-Online und für ihren eigenen Blog sowie Leserbriefe. 2012 veröffentlichte sie im Palmyra Verlag Das elfte Gebot: Israel darf alles. Klartexte über Antisemitismus und Israelkritik. 2014 zeichnete NRhZ-Online sie mit dem Kölner Karls-Preis für engagierte Literatur und Publizistik aus. Die Laudatio hielt Ken Jebsen. Das Preisgeld in Höhe von 196 Euro, symbolisch für den in diesem Jahr 196. Geburtstag des Namensgebers Karl Marx, überreichte Hecht-Galinski Walter Herrmann, dem Initiator der Kölner Klagemauer.